# Моларе
Моларе (итал. Molare) — коммуна в Италии, располагается в регионе Пьемонт, в провинции Алессандрия.
Население составляет 2187 человек (2008 г.), плотность населения составляет 67 чел./км². Занимает площадь 33 км². Почтовый индекс — 15074. Телефонный код — 0143.
Покровителем населённого пункта считается святой .

## Демография
Динамика населения:

## Администрация коммуны
- Официальный сайт: http://www.comune.molare.al.it/